# Чёрч, Фредерик Эдвин
Фредерик Эдвин Чёрч (англ. Frederic Edwin Church, 4 мая 1826, Хартфорд (Коннектикут) — 7 апреля 1900, Олана) — американский художник-пейзажист, романтик, видный представитель школы реки Гудзон.

## Биография
Родился в Хартфорде в богатой семье. В возрасте 18 лет начал обучение в Кэтскилл (Нью-Йорк) у Томаса Коула, одного из ведущих американских художников того времени. Уже в мае 1848 года ему было предложено провести персональную выставку в Национальной академии дизайна, после чего он продал одну из своих картин в Уодсуорт Атенеум в Хартфорде, старейший публичный художественный музей США. В том же году Чёрч открыл мастерскую в Нью-Йорке и взял первого ученика, Уильяма Стиллмана.
Чёрч много работал на природе, делая этюды с весны по осень и завершая и продавая работы зимой. В 1853 году и затем снова в 1857 году он путешествовал по Южной Америке (Эквадор), создав серию горных пейзажей, считающихся самыми характерными произведениями американского романтизма. Одна из картин, написанных по материалам путешествий, «Сердце Анд» (1859, ныне в музее Метрополитен, Нью-Йорк), была продана за 10 000 долларов, что в тот момент было самой высокой суммой, когда-либо заплаченной за картину американского художника.
С 1854 по 1856 год Чёрч путешествовал в Канаду и Новую Англию. В частности, он вместе с Коулом был одним из первых горожан, выезжавших на лето на остров Маунт-Дезерт в штате Мэн, ныне Национальный парк Акадия. В эти же годы он посетил Ниагарский водопад и написал картину «Ниагара» (1857).
Как правило, Чёрч выставлялся вместе с другими пейзажистами: Томасом Коулом, Эшером Брауном Дьюрандом, Джоном Фредериком Кенсеттом и Джеспером Френсисом Кропси. Это объединение получило название школы реки Гудзон.
В 1860 году Фредерик Чёрч женился на Изабель Карнс и купил ферму на реке Гудзон в штате Нью-Йорк. Первые их двое детей умерли от дифтерии в возрасте пяти и шести лет, однако позже у них родилось ещё четверо детей. В 1867 году Чёрч посетил Европу, Северную Африку и Ближний Восток. В 1870 году он построил замок в эклектическом стиле в своём имении в Олане. Для проектирования был нанят архитектор, но Чёрч принял активное участие в разработке дизайна замка. Сейчас имение Чёрча имеет статус исторического памятника штата (англ. State Historic Site) и открыто для посещения.
В последние тридцать лет своей жизни Чёрч не мог писать большие полотна из-за ревматизма. Его наследие этого времени состоит из большого количества этюдов, выполненных в двух его имениях: в Олане и на озере Миллинокет в штате Мэн, а также в Мексике, где он провёл зиму 1882 года.

## Работы
Практически все произведения Чёрча представляют собой пейзажи монументальных форм, часто окрашенные в драматически красные тона.

Некоторые работы
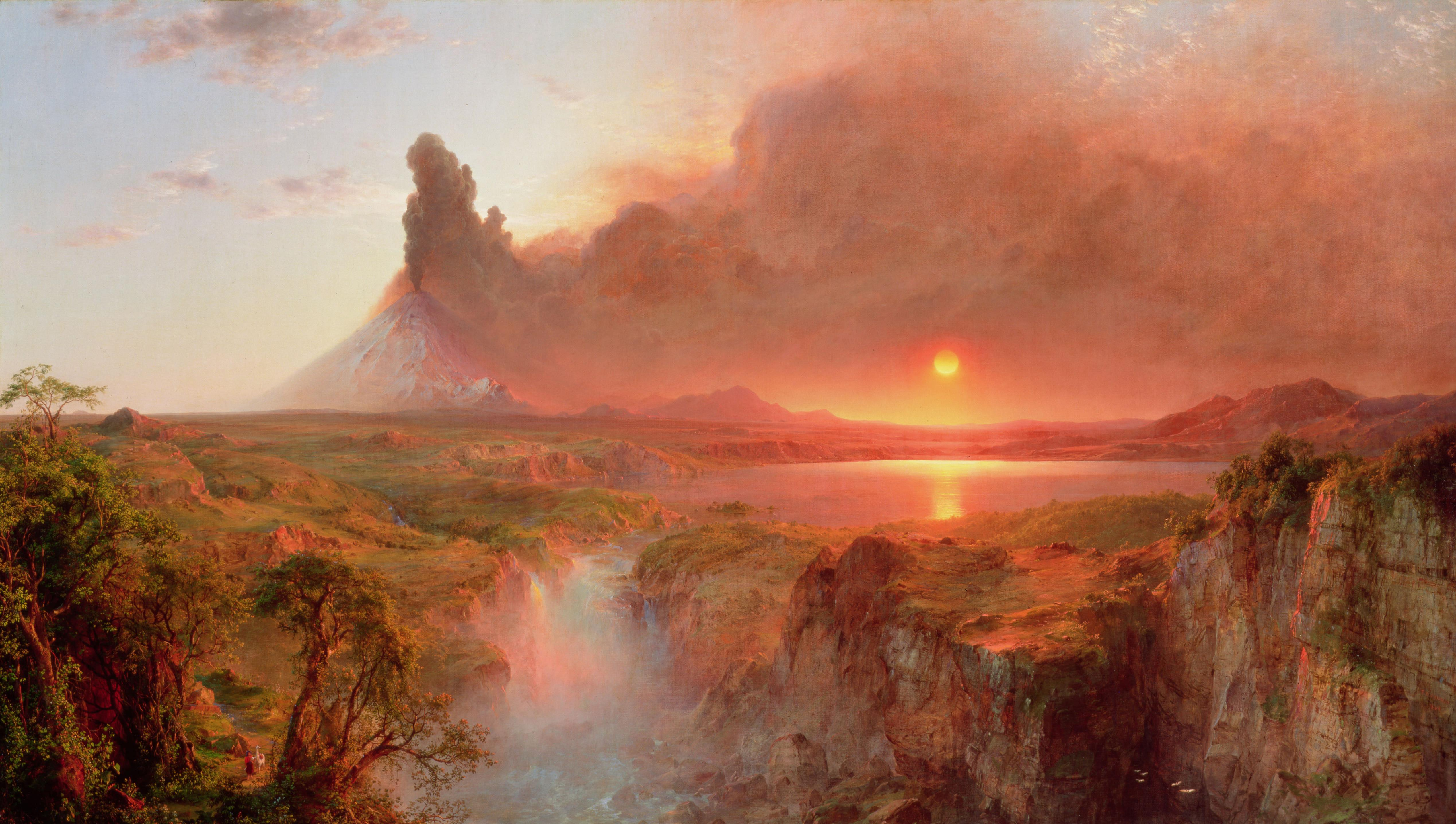
Котопахи, 1862, Институт искусств, Детройт
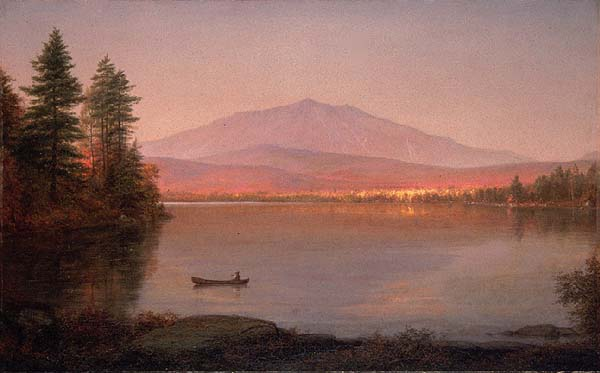
Вид горы Катадин с озера Миллинокет, 1895, Художественный музей, Портленд (Мэн)
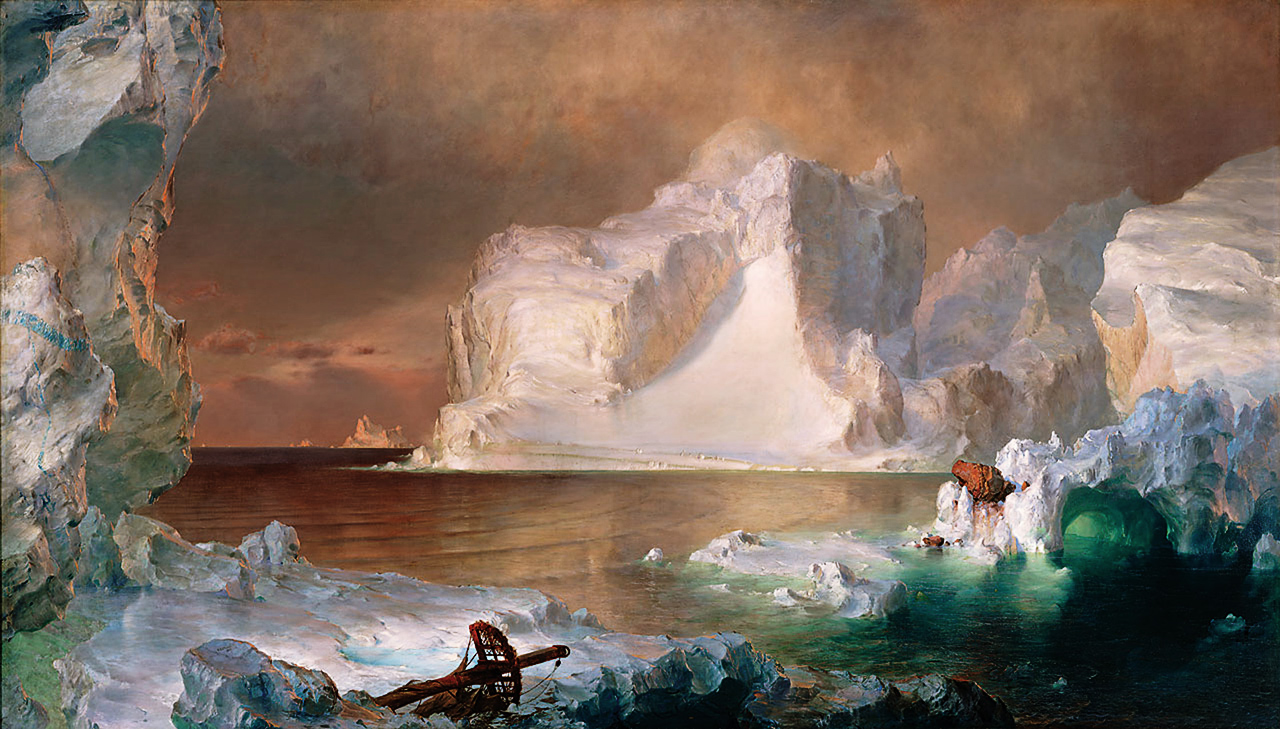
Айсберги, 1861, Музей искусств, Даллас
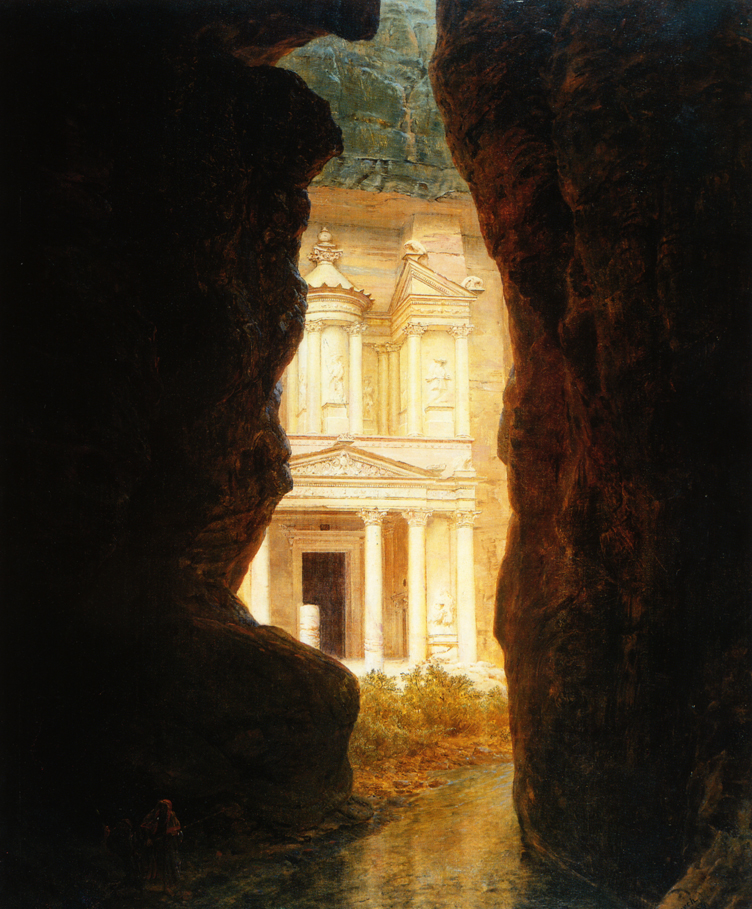
Эль-Хазне, 1874, Исторический комплекс «Олана»